# Ганна Мелікян
Ганна Гагіківна Мелікян (вірм. Աննա Մելիքյան; нар.. 8 лютого 1976 року, Баку) — вірмено-російська кінорежисерка, сценаристка та продюсерка.

## Біографія
Ганна Мелікян народилася 8 лютого 1976 року в Баку, вірменка, виросла в Єревані. У віці 17 років переїхала до Москви.
У середині 1990-х років Ганна Мелікян, режисер на телебаченні, писала сценарії для рекламних роликів і телевізійних програм, працювала в команді Євгенія Гінзбурга, брала участь у створенні «новорічних вогників» і шоу-програм. У 1998 році — режисер-постановник церемоній відкриття і закриття Московського Міжнародного кінофестивалю.
У 2002 році закінчила режисерський факультет ВДІК, (майстерня С. О. Соловйова, В. Д. Рубинчика). У 1999 році як курсова робота було знятий фільм «Полетіли» з Неллі Уваровою в головній ролі. На початку 2000-х років брала участь у випуску програми Ольги Шакіної «Путівник» (ТВЗ).
Першим повнометражним фільмом став «Марс», прем'єра якого відбулася у 2004 році на Берлінському кінофестивалі. Другий повнометражний фільм «Русалка» отримав приз за найкращу режисуру на кінофестивалі «Санденс», приз ФІПРЕССІ на Берлінському кінофестивалі і у 2008 році був номінантом від Росії на «Оскар».
За фільм «Зірка» у 2014 році Ганна отримала приз за найкращу режисуру на Фестивалі «Кінотавр».
У 2015 році за фільм «Про любов» отримала на Кінотаврі два головних призи — Гран-прі за найкращий фільм і приз журі кінопрокатників.
Американський журнал «Variety» включив Ганну Мелікян до десятки найперспективніших режисерів світу.
Ганна створила кінокомпанію «Магнум», яка займається виробництвом фільмів і телесеріалів, а також пошуком і продюсуванням нових талантів.

## Особисте життя
Була одружена з продюсером Рубеном Дішдішяном, виховує доньку Олександру.
Зустрічалася з мільярдером Данилом Хачатуровим

## Фільмографія
| Рік  | Фільм                                                                 | Режисер    | Автор сценарію | продюсер   | примітки             |
| ---- | --------------------------------------------------------------------- | ---------- | -------------- | ---------- | -------------------- |
| 1998 | Andante                                                               | Green tick | Green tick     |            | курсова работа       |
| 1999 | Полетіли                                                              | Green tick | Green tick     |            | курсова работа       |
| 2000 | До запитання                                                          | Green tick | Green tick     |            | курсова работа       |
| 2002 | Контрабас                                                             | Green tick | Green tick     | Green tick | курсова работа       |
| 2004 | Марс                                                                  | Green tick | Green tick     |            |                      |
| 2004 | Прокляття клану Онассісів                                             | Green tick |                |            | Документальний фільм |
| 2007 | Русалка                                                               | Green tick | Green tick     |            |                      |
| 2007 | Сімейка Ади                                                           |            |                | Green tick |                      |
| 2008 | Домовик                                                               |            |                | Green tick |                      |
| 2008 | М+Ж (Я Кохаю Тебе)                                                    |            |                | Green tick |                      |
| 2009 | Наречена за будь-яку ціну                                             |            |                | Green tick |                      |
| 2010 | Назад до СРСР                                                         |            |                | Green tick |                      |
| 2010 | Рита                                                                  |            |                | Green tick |                      |
| 2011 | Весілля за обміном                                                    |            |                | Green tick |                      |
| 2011 | Тільки ти                                                             |            |                | Green tick |                      |
| 2011 | Про кохання                                                           | Green tick | Green tick     | Green tick | короткометражний     |
| 2011 | Красавчик                                                             |            |                | Green tick |                      |
| 2012 | Вийти заміж за мільйонера                                             |            |                | Green tick |                      |
| 2012 | Схватка                                                               |            |                | Green tick |                      |
| 2013 | Любов на мільйон                                                      |            |                | Green tick |                      |
| 2013 | Там, де ти                                                            |            |                | Green tick |                      |
| 2013 | Про кохання 2                                                         | Green tick | Green tick     | Green tick | короткометражний     |
| 2014 | Тато напрокат                                                         |            |                | Green tick |                      |
| 2014 | Під каблуком                                                          |            |                | Green tick |                      |
| 2014 | Вірю-не вірю                                                          |            |                | Green tick |                      |
| 2014 | Щоденник Луїзи Ложкіної                                               |            |                | Green tick | серіал               |
| 2014 | Такий настрій, адажіо Баха і невеликий фрагмент з життя дівчини Олени | Green tick | Green tick     | Green tick | короткометражний     |
| 2014 | Звезда                                                                | Green tick | Green tick     | Green tick |                      |
| 2015 | Про кохання                                                           | Green tick | Green tick     | Green tick |                      |
| 2015 | Квартет                                                               | Green tick |                |            | телесеріал           |
| 2015 | 8                                                                     | Green tick | Green tick     | Green tick | короткометражний     |
| 2015 | Криза ніжного віку                                                    |            |                | Green tick | телесеріал           |
| 2015 | Син Росомахи                                                          |            |                | Green tick |                      |
| 2017 | Про любов. Тільки для дорослих                                        | Green tick |                | Green tick |                      |
| 2017 | Яна+Янко                                                              |            |                | Green tick |                      |
| 2017 | Я йду до тебе                                                         | Green tick | Green tick     |            | короткометражний     |
| 2018 | Ніжність                                                              | Green tick | Green tick     |            | короткометражний     |
| 2019 | Фея                                                                   | Green tick | Green tick     |            |                      |

## Нагороди та премії
| Рік  | Нагорода (премія)                                                                            |
| ---- | -------------------------------------------------------------------------------------------- |
| 2000 | Міжнародний фестиваль в Мілані — приз за найкращий фільм («Полетіли»)                        |
| 2000 | Міжнародний фестиваль в Ісмаїлії — спеціальний приз журі («Полетіли»)                        |
| 2001 | Мельбурнський міжнародний кінофестиваль («До запитання»)                                     |
| 2001 | Міжнародний фестиваль короткометражного кіно в Клермон-Феррані, приз журі, («До запитання»)  |
| 2001 | Міжнародний фестиваль в Пуатьє — приз молодіжного журі за найкращий фільм («До запитання»)   |
| 2007 | Молодіжна премія «Тріумф»                                                                    |
| 2008 | Берлінський міжнародний кінофестиваль, премія ФІПРЕССІ, «Русалка»                            |
| 2008 | «Золотий абрикос» міжнародний кінофестиваль у Єревані, Гран-Прі, «Русалка»                   |
| 2008 | Кінофестиваль у Карлових Варах, приз Незалежна камера «Русалка»                              |
| 2008 | Міжнародний кінофестиваль в Софії, Гран-прі, «Русалка»                                       |
| 2008 | Кінофестиваль «Санденс», премія за найкращу режисуру, «Русалка»                              |
| 2014 | Кінофестиваль «Кінотавр»: приз за найкращу режисуру, «Зірка», диплом — «Про любов 2»         |
| 2015 | Кінофестиваль «Кінотавр» — головний приз за фільм «Про любов», приз журі та кінопрокатників. |
| 2015 | МКФ «Subtitle» Ірландія — приз за режисуру фільму «Про любов»                                |
| 2015 | премія «Режисер року» за версіями журналів «Сноб» і «Interview»                              |
| 2015 | лауреат кінопремії «Золотий орел» за найкращий ігровий фільм («Про любов»)                   |